# Bellator 234
Bellator 234: Kharitonov vs. Vassell è stato un evento di arti marziali miste tenuto dalla Bellator MMA il 14 novembre 2019 alla Menora Mivtachim Arena di Tel Aviv in Israele.

## Risultati
|                  | Divisione                |                    |           |                   | Metodo                                      | Round     | Tempo     | Premio    |
| Main Card        | Main Card                | Main Card          | Main Card | Main Card         | Main Card                                   | Main Card | Main Card | Main Card |
| ---------------- | ------------------------ | ------------------ | --------- | ----------------- | ------------------------------------------- | --------- | --------- | --------- |
|                  | Pesi massimi             | Linton Vassell     | batte     | Sergei Kharitonov | KO tecnico (pugni)                          | 2         | 3:15      |           |
|                  | Pesi leggeri             | Sidney Outlaw      | batte     | Roger Huerta      | Decisione unanime (30-27, 30-27, 29-28)     | 3         | 5:00      |           |
|                  | Pesi leggeri             | Aviv Gozali        | batte     | Zaka Fatullazade  | Sottomissione (anaconda choke)              | 1         | 0:56      |           |
|                  | Pesi welter              | Haim Gozali        | batte     | Artur Pronin      | Sottomissione (heel hook)                   | 1         | 4:12      |           |
|                  | Pesi medi                | Austin Vanderford  | batte     | Grachik Bozinyan  | Decisione unanime (29-28, 29-28, 29-28)     | 3         | 5:00      |           |
| Card Preliminare |                          |                    |           |                   |                                             |           |           |           |
|                  | Pesi piuma femminili     | Sinéad Kavanagh    | batte     | Olga Rubin        | KO tecnico (pugni)                          | 2         | 4:37      |           |
|                  | Catchweight (173.4 lbs.) | Robson Gracie Jr.  | batte     | Ameer Basheer     | Sottomissione (triangle choke)              | 1         | 4:39      |           |
|                  | Pesi massimi             | Adam Keresh        | batte     | Vladimir Fedin    | KO (calcio alla testa, ginocchiata e pugni) | 1         | 3:29      |           |
|                  | Pesi welter              | Simon Smotritsky   | batte     | Illia Hladkii     | KO tecnico (pugni)                          | 1         | 2:10      |           |
|                  | Catchweight (158.8 lbs.) | Vuqar Keramov      | batte     | Gustavo Wurlitzer | KO (pugni)                                  | 1         | 1:29      |           |
|                  | Catchweight (157 lbs.)   | Kirill Medvedovsly | batte     | Akhmed Fararzha   | Sottomissione (guillotine choke)            | 2         | 0:46      |           |
|                  | Pesi gallo               | Raz Bring          | batte     | Naziri Daniliuk   | Decisione unanime                           | 3         | 5:00      |           |
|                  | Pesi leggeri             | Mikail Dulgher     | batte     | Ofir Leibel       | Decisione unanime                           | 3         | 5:00      |           |
|                  | Pesi gallo               | Ron Becker         | batte     | Artem Kazartsev   | KO tecnico (pugni)                          | 1         | 2:57      |           |
|                  | Pesi gallo               | Ben Cohen          | batte     | Maksym Tkachuk    | Sottomissione (rear-naked choke)            | 1         | 3:17      |           |
|                  | Pesi madiomassimi        | Eli Aronov         | batte     | Sari Hleihil      | Decisione non unanime (30-26, 27-28, 30-26) | 3         | 5:00      |           |
|                  | Pesi mosca               | Itay Lipszyc       | batte     | Itzik Vakobov     | Sottomissione (heel hook)                   | 1         | 2:52      |           |
|                  | Catchweight (220 lbs.)   | Noam Voldman       | batte     | Nisim Rozalis     | Decisione non unanime                       | 3         | 5:00      |           |
|                  | Pesi piuma               | Itay Tratner       | vs.       | Elias Mamadov     | Pareggio non unanime                        | 3         | 5:00      |           |
|                  | Pesi welter              | Maslis Tomer       | batte     | David Malka       | KO tecnico (ritiro)                         | 3         | 1:32      |           |